# Шершенова, Ракия Сатаркуловна
Ракия Сатаркуловна Шершенова (род. 15 мая 1941, Орто-Арык, Фрунзенская область) — советский и киргизский кинематографист. Заслуженный работник культуры Киргизской ССР.

## Биография
Родилась в 1941 году в Чуйской долине, в селе  Орто-Арык Панфиловского района Чуйской области Киргизской ССР в семье колхозника.
В 1959 году окончила среднюю школу № 5 им. А. С. Пушкина в городе Фрунзе и поступила на работу в монтажный цех Фрунзенской киностудии.
С 1967 по 1969 год училась заочно на филологическом факультете Киргизского государственного женского педагогического института им. В. В. Маяковского.
В 1968 году прошла трехмесячное обучение по специальности «Монтажер кинофильма» во ВГИКе на отделении усовершенствования знаний творческих и руководящих кадров кинематографии.
Работала режиссером-монтажером в национальной киностудии «Киргизфильм».
Осуществляла монтаж, в частности, фильма-лауреата Берлинского фестиваля «Потомок белого барса».

За два десятилетия работы на «Киргизфильме» Р. Шершенова овладела тайнами своей редкой профессии. Она монтировала такие известные документальные фильмы, как «Вслед за весной» (1967), «Мурас» (1969), «Боом» (1969), «Нарынский дневник» (1971), «В год неспокойного солнца» (1977).— Олег Борисович Артюхов, «Кинематографисты Советской Киргизии: справочник», 1981 год
Преподаватель кафедры «Кино» Кыргызского Государственного университета культуры и искусств им. Б. Бейшеналиевой.
Награды:
«Отличник кинематографии СССР» (1965), отмечена Почетной грамотой Верховного Совета Киргизской ССР (1969), награждена медалями «За трудовое отличие» (1971) и «Данк» (2007).

## Фильмография
| Год  |   | Название                                 | Примечание |
| ---- | - | ---------------------------------------- | ---------- |
| 1960 | ф | «Великий эпос»                           | Монтажёр   |
| 1962 | ф | «Улица космонавтов»                      | Монтажёр   |
| 1964 | ф | «Вслед за весной»                        | Монтажёр   |
| 1964 | ф | «Трудная переправа»                      | Монтажёр   |
| 1966 | ф | «Небо нашего детства»                    | Монтажёр   |
| 1970 | ф | «Поклонись огню»                         | Монтажёр   |
| 1972 | ф | «Нарынский дневник»                      | Монтажёр   |
| 1974 | ф | «Год неспокойного солнца»                | Монтажёр   |
| 1977 | ф | «Улан»                                   | Монтажёр   |
| 1978 | ф | «Чингиз Айтматов»                        | Монтажёр   |
| 1979 | ф | «Юность первого утра»                    | Монтажёр   |
| 1981 | ф | «Мужчины без женщин»                     | Монтажёр   |
| 1982 | ф | «В талом снеге звон ручья»               | Монтажёр   |
| 1984 | ф | «Потомок белого барса»                   | Монтажёр   |
| 1987 | ф | «Айлампа»                                | Монтажёр   |
| 1988 | ф | «Гибель во имя рождения»                 | Монтажёр   |
| 1990 | ф | «Плач перелетной птицы»                  | Монтажёр   |
| 1991 | ф | «По закону джунглей»                     | Монтажёр   |
| 1992 | ф | «Где твой дом, улитка»                   | Монтажёр   |
| 1995 | ф | «Мир Абая»                               | Монтажёр   |
| 1995 | ф | «И кликнул я, Ураан, Манас»              | Режиссёр   |
| 1997 | ф | «Буранный полустанок»                    | Режиссёр   |
| 2000 | ф | «Мыслящий скиф»                          | Режиссёр   |
| 2003 | ф | «Млечный путь»                           | Режиссёр   |
| 2004 | ф | «Плач матери о манкурте»»                | Режиссёр   |
| 2008 | ф | «Когда падает гора»                      | Режиссёр   |
| 2008 | ф | «Айтматов и зритель»                     | Режиссёр   |
| 2012 | ф | «Первый Фильм об И. Айдарбекове»         | Режиссёр   |
| 2014 | ф | «Первая ласточка Фильм о Л. Турусбекове» | Режиссёр   |
| 2016 | ф | «Кыргызское кино-75»                     | Режиссёр   |